# Wybory do Parlamentu Europejskiego w Luksemburgu w 1999 roku
Wybory do Parlamentu Europejskiego w Luksemburgu w 1999 roku zostały przeprowadzone 10 czerwca 1999. Do zdobycia było 6 mandatów, o które ubiegało się 7 partii politycznych.
| Nazwa Partii                                  | Liczba głosów % | Liczba mandatów |
| --------------------------------------------- | --------------- | --------------- |
| Chrześcijańsko-Społeczna Partia Ludowa        | 31,65%          | 2               |
| Luksemburska Socjalistyczna Partia Robotnicza | 23,58%          | 2               |
| Partia Demokratyczna                          | 20,45%          | 1               |
| Zieloni                                       | 10,73%          | 1               |
| Alternatywna Demokratyczna Partia Reform      | 8,98%           | 0               |
| Pozostali                                     | 4,61%           | 0               |
| Suma                                          | 100%            | 6               |